# 栋扎克
栋扎克（法語：Donzac，法語發音：[dɔ̃zak]）是法国奧克西塔尼大區塔恩-加龙省的一个市镇，属于卡斯泰尔萨拉桑区。

## 地理
栋扎克（44°6'35"N, 0°49'12"E）面积13.17 平方千米，位于法国奧克西塔尼大區塔恩-加龙省，该省份为法国西南部内陆省份，北起顺时针与洛特省、阿韦龙省、塔恩省、上加龙省、热尔省和洛特-加龙省接壤。
与栋扎克接壤的市镇（或旧市镇、城区）包括：圣西克斯特、迪讷、戈尔费什、拉马日斯泰尔、圣西里斯、圣卢、锡斯泰勒。

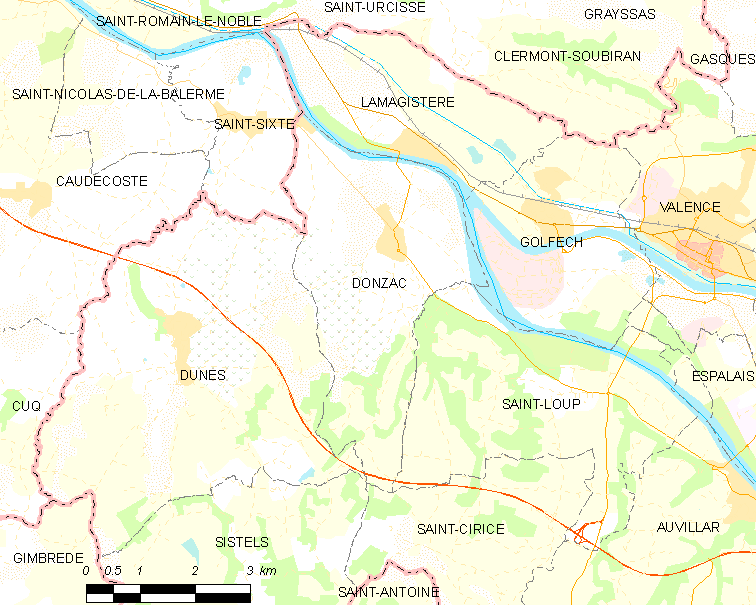
栋扎克的OSM定位图

栋扎克的时区为UTC+01:00、UTC+02:00（夏令时）。

## 行政
栋扎克的邮政编码为82340，INSEE市镇编码为82049。

## 政治
栋扎克所属的省级选区为加龙-洛马涅-布吕尤瓦县。

## 人口

1962-2008年间栋扎克人口变化图示

栋扎克于2022年1月1日时的人口数量为1039人。